# St. Barbara (Herne)
Die St. Barbara-Kirche war eine katholische Kirche in Herne. Sie lag in Herne-Horsthausen-Elpeshof. Bis zur Schließung im Jahr 2024 war sie Gemeindekirche der St. Dionysius-Gemeinde des Dekanates Emschertal im Erzbistum Paderborn. Die Profanierung fand am 2. November 2024 durch Weihbischof Josef Holtkotte statt. Eine Erhaltung des Gebäudes ist nicht geplant.

## Baugeschichte
Das dünn besiedelte Gebiet in Horsthausen erlebte wie die übrigen Gebiete des Ruhrgebietes durch den nordwärtsziehenden Bergbau im letzten Drittel des 19. Jahrhunderts einen rasanten Bevölkerungszuwachs. Dadurch waren die Mutterkirchen gezwungen, Pfarrvikarien zu schaffen, um den Menschen die aktive Teilnahme am Gottesdienst und dem Gemeindeleben zu ermöglichen. Die Lambertuskirche in Castrop pfarrte im Jahr 1900 die St.-Joseph-Gemeinde ab. Auch in der Zeit nach dem Zweiten Weltkrieg wuchs die Gemeinde erneut sprunghaft auf 8000 Seelen. Flüchtlinge und Vertriebene aus den ehemaligen deutschen Ostgebieten sowie Arbeitskräfte aus dem übrigen Deutschland suchten und fanden Arbeit in der Kohle- und Stahlindustrie. Neue Ortsteile wie Pantringshof (1952–56) und Elpeshof (1955–60) entstanden und mit ihnen die Kirche St. Barbara.

## Bleiglasfenster
Die Bleiglasfenster schuf Josefthomas Brinkschröder aus Paderborn.

## Geistliche (Auswahl)
- April 1971 bis Januar 1975 Pfarrvikar Hubert Hohmann, (* 1937 in Dortmund; † 4. Oktober 1998), 1975–1996 Pfarrer zu St. Michael (Herne)
- Norbert Johannes Walter, Dechant des Dekanats Emschertal
- 2017–2024, Georg Birwer, Pfarrer von St. Dionysius Herne
- 2024 Nils Petrat